# Opowieści z podwórkowej ławki
Opowieści z podwórkowej ławki – jedyny album studyjny polskiej grupy hip-hopowej RHX. Został wydany 12 czerwca 1999 roku przez Asfalt Records.

## Lista utworów
Opracowano na podstawie źródła.
| #  | Tytuł                                                                  | Producent   | Czas |
| -- | ---------------------------------------------------------------------- | ----------- | ---- |
| 1  | "Intro"                                                                | Fisz        | 1:20 |
| 2  | "Imielin familia"                                                      | Emade       | 4:06 |
| 3  | "Niech pieniądze..."                                                   | Fisz        | 4:25 |
| 4  | "Wybacz mi Boże"                                                       | Emade, Fisz | 4:50 |
| 5  | "Znać dokładnie swe korzenie (zajawka cz. II)" (gościnnie: Supalatiwa) | Emade       | 4:30 |
| 6  | "Kłopotom stawić czoło"                                                | Emade       | 5:51 |
| 7  | "Złote ziele"                                                          | Fisz        | 4:10 |
| 8  | "Dwóch z Imielina (sercem kuzyni)"                                     | Emade       | 4:11 |
| 9  | "Opowieści z podwórkowej ławki"                                        | Emade       | 3:28 |
| 10 | "Dżagi"                                                                | Emade, Fisz | 5:39 |
| 11 | "Powiedz im..."                                                        | Emade       | 3:37 |
| 12 | "2000" (gościnnie: Pablo Hudini)                                       | Emade       | 5:23 |
| 13 | "Nastały ciężkie dni" (gościnnie: Peteero)                             | Emade       | 4:51 |
| 14 | "Pod szkołą"                                                           | Emade       | 4:34 |
| 15 | "RHX trzyma straże"                                                    | Emade       | 4:08 |
| 16 | "Hata"                                                                 | Emade       | 4:22 |
| 17 | "Dziś nie czuję się najlepiej (Remix)"                                 | Emade       | 4:13 |

## Twórcy
Opracowano na podstawie źródła.
- Fisz – rap, słowa, produkcja muzyczna
- Emade – rap, słowa, produkcja muzyczna, skrecze
- Inespe – rap, słowa
- Pablo Hudini – rap, słowa
- Peteero – rap, słowa
- DJ 600V – mastering
- Tytus – producent wykonawczy, zdjęcia, oprawa graficzna